# Unua Libro

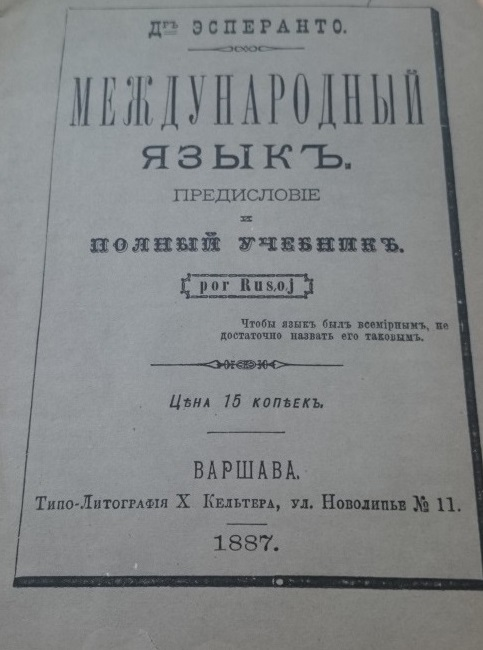
Der Umschlag der ersten (russischen) Ausgabe des Buchs

Unua Libro (wörtlich: Erstes Buch) wird die erste Veröffentlichung über und zum Teil in Esperanto genannt. Die Broschüre selbst trägt den Titel „Internationale Sprache. Vorrede und vollständiges Lehrbuch.“ Der Spracherfinder, Ludwik Lejzer Zamenhof, veröffentlichte sie unter dem Pseudonym „Dr. Esperanto“. Der Name Esperanto ging erst später auf die Sprache selbst über. Die erste Ausgabe erschien in Warschau am 26. Juli 1887 auf Russisch. Noch im selben Jahr folgten Übersetzungen auf Polnisch, Deutsch und Französisch sowie eine korrigierte russischsprachige Ausgabe.
Die Broschüre enthält als Beispieltexte in Esperanto das Vaterunser, den Anfang der Genesis, einen Musterbrief, zwei Gedichte von Zamenhof und Auszüge aus Gedichten von Heinrich Heine. In ihm finden sich auch die sogenannten „16 Regeln“, eine grammatische Skizze des Esperanto, und eine Wörterliste mit etwas über 900 Wortstämmen des Esperanto.